# Fistulotomía
Una fistulotomía es la apertura quirúrgica de una fístula.  Se pueden realizar mediante la extirpación del conducto fistuloso y el tejido circundante, la simple división del canal, o la división gradual y el drenaje asistido de la vía en un setón. Durante la intervención, el cirujano corta la abertura interna de la fístula, raspa y enjuaga el área para eliminar el tejido infectado y luego aplana el túnel y lo sutura. En casos más complicados, es posible que el cirujano deba extraer parte de la fístula. La fistulotomía se puede realizar en dos etapas en el caso de que se deba cortar una cantidad importante de músculo esfínter o si no se puede encontrar el conducto completo. 
Las fístulas pueden ocurrir en varias áreas del cuerpo humano, y la ubicación de la fístula influye en la necesidad del procedimiento. Algunas, como las fístulas ano-vaginales y perianales son condiciones crónicas, y normalmente no se curarán sin intervención quirúrgica. Después de la cirugía, es normal sentir irritación en el sitio de la herida durante meses. Para recuperarse, se recomienda descansar cuando se sienta fatigado, dormir lo suficiente y hacer actividad, como caminar.